# Brian Scully
Brian Scully (* 10. srpna 1953 West Springfield, Massachusetts) je americký televizní scenárista a producent.
Scully nejprve pracoval jako prodejce televizorů, než nakonec získal práci scenáristy pořadu Out of This World. Je autorem scénářů dílů seriálu Simpsonovi a Chlapi sobě. Produkoval pořady The Drew Carey Show a The Pitts. Je starším bratrem dlouholetého scenáristy a showrunnera Simpsonových Mika Scullyho a má druhého bratra Neila. Pracuje na seriálu Griffinovi jako scenárista a poradenský producent.

## DílySimpsonových
9. řada
- Ztracená Líza

10. řada
- Sportovní neděle (s Tomem Martinem, Georgem Meyerem a Mikem Scullym)
- Dejte Líze pokoj

## DílyGriffinových
7. řada
- Tahle země není pro Ježíše

8. řada
- Muž bez paměti

9. řada
- Smrťákova lekce

10. řada
- Meg v Paříži

11. řada
- Peter divochem

12. řada
- Peterovo dvojče